# Kloten-Dietlikon Jets
Kloten-Dietlikon Jets, tidigare Kloten-Bülach Jets, är en innebandyklubb i Schweiz som spelar i högsta ligan Swiss Mobiliar League. Klubben bildades 1985 under namnet UHC Giants Kloten, som blev schweiziska ligamästare 1986. År 2000 ändrades namnet till det nuvarande.